# Rue Philippe
La rue Philippe  est une voie de la commune de Reims, située au sein du département de la Marne, en région Grand Est.

## Situation et accès
La rue dépend administrativement du Quartier Cernay Jamin - Jean Jaurès - Épinettes à Reims et se situe entre la voie de chemin de fer et le Petit-Bétheny dans le port sec.

## Origine du nom
Il porte le nom du docteur Adrien Pierre Nicolas Philippe né à Marfaux le 4 mars 1801 puis mort à Reims au 15 de la Rue Pluche, le 6 juillet 1858. M. Philippe fut chirurgien en chef à l’Hôtel-Dieu de Reims, professeur à l’École de médecine et conseiller municipal de la ville.

## Historique
Existante dès 1876 mais reconnue en 1892.

## Bâtiments remarquables et lieux de mémoire

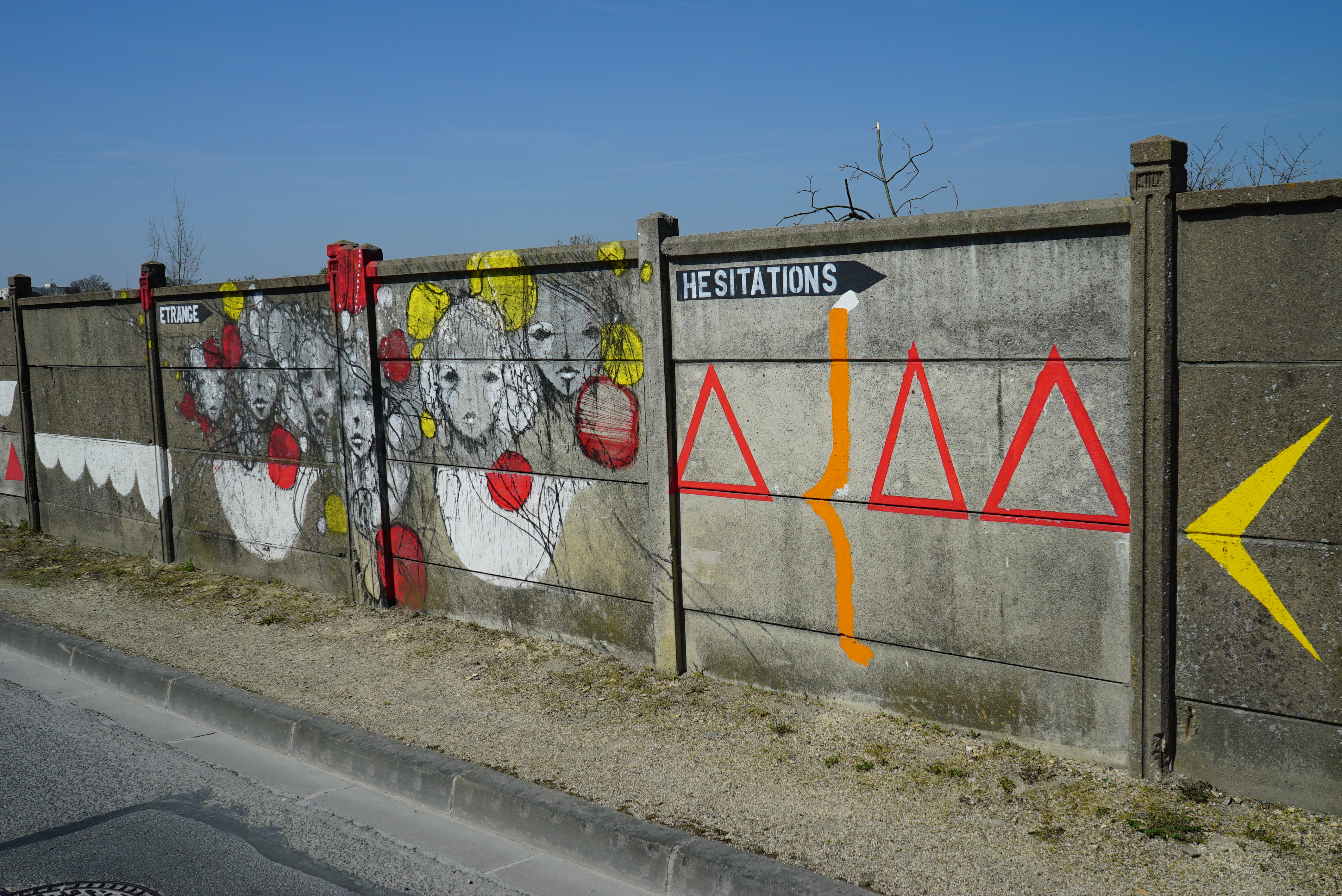
Décoré en 2015 par Iemza
et en 2023 lors de ZI2 artists.
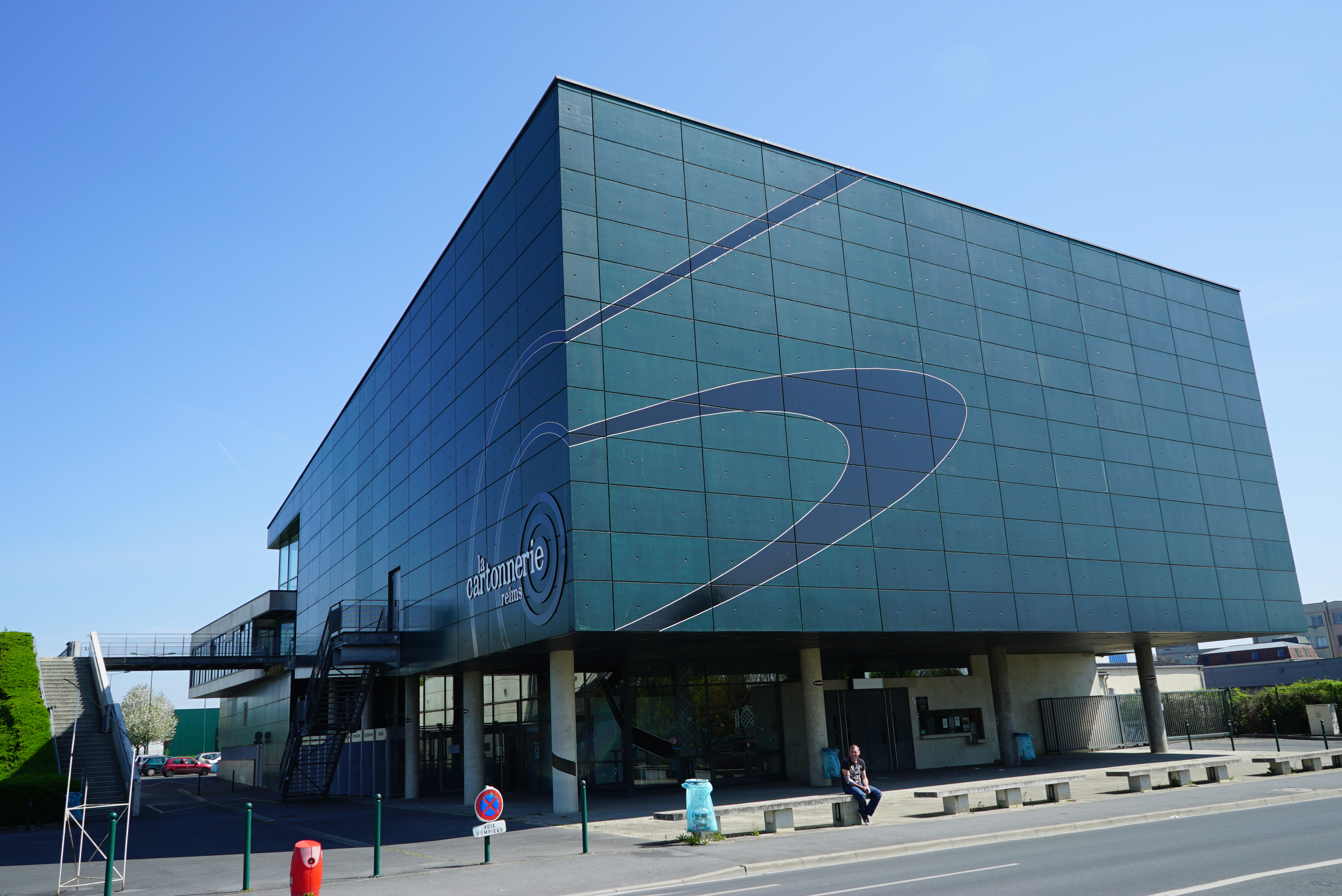
La Cartonnerie.